# Joan Fry
Ne pas confondre avec Shirley Fry Irvin, également joueuse de tennis.
Joan Fry (6 mai 1906 - 29 septembre 1985) est une joueuse de tennis britannique des années 1920. Elle est aussi connue sous son nom de femme mariée, Joan Fry-Lakeman.
Elle a notamment atteint la finale à tournoi de Wimbledon en simple dames en 1925, battue par Suzanne Lenglen.

## Palmarès (partiel)

### Finale en simple dames
| No | Date       | Nom et lieu du tournoi       | Catégorie | Surface      | Vainqueure      | Score    |          |
| -- | ---------- | ---------------------------- | --------- | ------------ | --------------- | -------- | -------- |
| 1  | 22/06/1925 | The Championships, Wimbledon | G. Chelem | Gazon (ext.) | Suzanne Lenglen | 6-2, 6-0 | Parcours |

### Finale en double dames
| No | Date       | Nom et lieu du tournoi                 | Catégorie | Surface      | Vainqueures                    | Partenaire    | Score         |          |
| -- | ---------- | -------------------------------------- | --------- | ------------ | ------------------------------ | ------------- | ------------- | -------- |
| 1  | 22/08/1927 | US National Championships Forest Hills | G. Chelem | Gazon (ext.) | Kitty McKane Ermyntrude Harvey | Betty Nuthall | 6-1, 4-6, 6-4 | Parcours |

### Finale en double mixte
| No | Date       | Nom et lieu du tournoi      | Catégorie | Surface      | Vainqueures                | Partenaire  | Score    |          |
| -- | ---------- | --------------------------- | --------- | ------------ | -------------------------- | ----------- | -------- | -------- |
| 1  | 24/06/1929 | The Championships Wimbledon | G. Chelem | Gazon (ext.) | Helen Wills Francis Hunter | Ian Collins | 6-1, 6-4 | Parcours |

## Parcours en Grand Chelem (partiel)
Si l’expression « Grand Chelem » désigne classiquement les quatre tournois les plus importants de l’histoire du tennis, elle n'est utilisée pour la première fois qu'en 1933, et n'acquiert la plénitude de son sens que peu à peu à partir des années 1950.

### En simple dames
| Année | Championnat d'Australasie Championnat d'Australie | Championnat d'Australasie Championnat d'Australie | Internationaux de France | Internationaux de France | Wimbledon      | Wimbledon       | US National | US National |
| 1925  | -                                                 | -                                                 | -                        | -                        | Finale         | Suzanne Lenglen | -           | -           |
| 1926  | -                                                 | -                                                 | 1/2 finale               | Suzanne Lenglen          | 3e tour (1/8)  | Molla Bjurstedt | -           | -           |
| 1927  | -                                                 | -                                                 | -                        | -                        | 1/2 finale     | Helen Wills     | -           | -           |
| 1928  | -                                                 | -                                                 | 3e tour (1/8)            | Daphne Akhurst           | 2e tour (1/32) | Evelyn Colyer   | -           | -           |
| 1929  | -                                                 | -                                                 | -                        | -                        | 4e tour (1/8)  | Helen Jacobs    | -           | -           |
| 1930  | -                                                 | -                                                 | -                        | -                        | 3e tour (1/16) | Simonne Mathieu | -           | -           |

À droite du résultat, l’ultime adversaire.

### En double dames
| Année | Championnat d'Australasie Championnat d'Australie | Championnat d'Australasie Championnat d'Australie | Internationaux de France | Internationaux de France | Wimbledon                  | Wimbledon             | US National          | US National            |
| 1926  | -                                                 | -                                                 | 1/2 finale D. Shepherd   | S. Lenglen Julie Vlasto  | -                          | -                     | -                    | -                      |
| 1927  | -                                                 | -                                                 | -                        | -                        | -                          | -                     | Finale Betty Nuthall | Kitty McKane E. Harvey |
| 1928  | -                                                 | -                                                 | 1/2 finale Evelyn Colyer | E. Bennett P. Holcroft   | 2e tour (1/16) Gwen Sterry | Joan Austin E. Ryan   | -                    | -                      |
| 1929  | -                                                 | -                                                 | -                        | -                        | 1/4 de finale Gwen Sterry  | Betty Nuthall E. Ryan | -                    | -                      |
| 1930  | -                                                 | -                                                 | 1/2 finale E. Harvey     | E. Ryan Helen Wills      | 2e tour (1/16) E. Harvey   | S. Barbier S. Mathieu | -                    | -                      |

Sous le résultat, la partenaire ; à droite, l’ultime équipe adverse.

### En double mixte
| Année | Championnat d'Australie | Championnat d'Australie | Internationaux de France  | Internationaux de France    | Wimbledon          | Wimbledon             | US National | US National |
| 1928  | -                       | -                       | 2e tour (1/8) C. Boussus  | Helen Wills F. Hunter       | -                  | -                     | -           | -           |
| 1929  | -                       | -                       | -                         | -                           | Finale Ian Collins | Helen Wills F. Hunter | -           | -           |
| 1930  | -                       | -                       | 3e tour (1/8) Ian Collins | Josane Sigart Jack Crawford | -                  | -                     | -           | -           |

Sous le résultat, le partenaire ; à droite, l’ultime équipe adverse.